# Kidsgrove
Kidsgrove är en stad och civil parish i grevskapet Staffordshire i England. Staden ligger i distriktet Newcastle-under-Lyme, cirka 9 kilometer nordväst om Stoke-on-Trent och cirka 14 kilometer öster om Crewe. Tätortsdelen (built-up area sub division) Kidsgrove hade 26 293 invånare vid folkräkningen år 2011.